# Geu
Geu település Franciaországban, Hautes-Pyrénées megyében. Lakosainak száma 184 fő (2022. január 1.). Geu Ger, Agos-Vidalos, Berbérust-Lias, Boô-Silhen és Saint-Pastous községekkel határos.

## Népesség
A település népességének változása:
| Lakosok száma | 175  | 172  | 173  | 178  | 183  | 187  | 185  | 184  |
|               | 2013 | 2015 | 2017 | 2018 | 2019 | 2020 | 2021 | 2022 |